# Jeziorzysko
Jeziorzysko – dawna wieś na Białorusi, w obwodzie grodzieńskim, w rejonie świsłockim, w sielsowiecie Werdomicze. Leżała około 2 km na północ od Ogrodnik.
W dwudziestoleciu międzywojennym miejscowość leżała w Polsce, w województwie białostockim, w powiecie wołkowyskim, w gminie Świsłocz. 16 października 1933 utworzyła gromadę Jeziorzysko w gminie Świsłocz. Po II wojnie światowej weszła w struktury ZSRR.
Obecnie po miejscowości nie pozostało nic.